# Власов Володимир Юхимович
Володимир Юхимович Власов (6 листопада 1924, Таганрог, Південно-Східна область, РРФСР, СРСР — ?) — український радянський кіносценарист. Нагороджений медалями.

## Біографія
Народився 6 листопада 1924 року в Таганрозі в родині робітника. Учасник Другої світової війни. У 1952 році закінчив факультет журналістики Київського державного університету ім. Т. Г. Шевченка. У 1977—1982 роках — сценарист і директор студії «Укртелефільм». Виступив автором сценаріїв художніх, науково-популярних фільмів та телерепортажів.
Був членом Національної спілки кінематографістів України.

## Фільмографія
Написав сценарії до фільмів: «Обличчям до сонця» (1970), «Кононов» (1975), «Щедрість» (1976, Приз журі Всесоюзного фестивалю телефільмів, Ленінград, 1977. Головний приз і диплом Держтелерадіо Молдавської РСР «За втілення інтернаціоналізму, дружби і співробітництва народів братніх республік» на Всесоюзному фестивалі телефільмів «Дружба і братерство», Кишинів, 1972. Республіканська премія ім. Я. Галана, 1978), «Мости дружби» (1979), «Бригада» (1980), «Стратити немає можливості» (1982).